# Jhonatan Chaves
Pour les articles homonymes, voir Chaves.
Chaves  Torres est un nom espagnol. Le premier nom de famille, en général paternel, est Chaves ; le second, en général maternel, souvent omis, est Torres.
Jhonatan Chaves Torres, né le 13 janvier 2001 à Chocontá, est un coureur cycliste colombien. Il est membre de l'équipe NU Colombia.

## Biographie
Jhonatan Chaves est originaire de Chocontá. Il est le frère cadet de Germán Chaves, lui-même coureur cycliste, mais mort dans un tragique accident à l'entraînement en 2023,. Tout comme ce dernier, il pratique le vélo depuis son adolescence. En 2017, il s'impose sur la version cadet du Tour de Colombie. Il participe ensuite à ses premières compétitions en Europe, sous les couleurs d'un club d'Arcabuco. Avec cette formation, il termine deuxième d'une étape du Tour de Pampelune en 2018 chez les juniors. 
Durant l'été 2019, il s'impose sur une étape de la Vuelta a Valladolid Junior. Il poursuit sa carrière dans l'équipe espoir d'EPM-Scott, puis chez l'éphémère UAE Team Colombia, rapidement dissoute. À l'automne 2021, il remporte une étape de la Vuelta a Cundinamarca. Après cette performance, il intègre la formation italienne D'Amico-UM Tools en 2022. Cette expérience n'est toutefois pas très concluante.
En 2023, il intègre la structure EPM-Go Rigo Go, l'une des meilleures équipes colombiennes. Bon grimpeur, il améliore ses performances sur la Vuelta a Cundinamarca en terminant troisième du classement général, avec le gain d'une étape. Il finit également troisième de la version espoir du Tour de Colombie, tout en s'adjugeant une étape et le classement de la montagne. Sa deuxième partie de saison est en revanche endeuillée par les décès de son frère Germán et de son père, percutés par un camion dans un accident de la route,.
Lors de la saison 2024, il remporte une étape de la Clásica de Fusagasugá, de la Clásica de Girardot et du Clásico RCN. Sur le circuit de l'UCI, il se fait remarquer pendant le Tour du Guatemala en gagnant deux étapes ainsi que le classement de la montagne. Il réalise aussi de bonnes performances sur le Tour de Colombie en se classant troisième d'une étape en ligne et sixième d'un contre-la-montre en côte.

## Palmarès
- 2017
  - Vuelta del Futuro
- 2019
  - 3e étape de la Vuelta a Valladolid Junior
- 2021
  - 3e étape de la Vuelta a Cundinamarca
- 2023
  - 1re étape de la Vuelta de la Juventud
  - 3e étape de la Vuelta a Cundinamarca
  - 3e de la Vuelta de la Juventud
  - 3e de la Vuelta a Cundinamarca
- 2024
  - 3e étape de la Clásica de Fusagasugá
  - 2e étape de la Clásica de Girardot
  - 2e étape du Clásico RCN
  - 5e et 7e étapes du Tour du Guatemala
- 2025
  - 1re étape de la Vuelta Bantrab
  - 5e étape du Tour de la Guadeloupe